# Refugi antiaeri de la Patacada
El Refugi de la Patacada és un edifici de Reus, un dels més extensos i un dels 110 que es van excavar a Reus durant la Guerra Civil per a la protecció dels atacs aeris de l'aviació feixista. L'accés al refugi de la Patacada està ubicat a la gran illa que acull el conjunt residencial i d'equipaments públics municipals (Centre Cívic, Casal de les Dones i antics rentadors) de la Patacada. La boca d'accés, similar a la de les estacions de metro, en facilita l'encaix entre el nou centre cívic i la plaça de la Patacada. La sala acull l'espai de recepció i interpretació. Aquest espai de memòria ha estat recuperat i rehabilitat perquè es pugui visitar i compta, al vestíbul d'entrada, amb una exposició permanent “Reus sota les bombes”, la qual s'estructura en tres àmbits: el context històric, la galeria dels bombardeigs i la galeria de la destrucció.	 

## Història
Reus va romandre fidel al govern legítim de la República durant la revolta militar del juliol de 1936 que va desencadenar la Guerra Civil. Ciutat industrial i important nus de comunicacions, comptava, a més, amb un aeròdrom militar i una fàbrica d'avions de l'exèrcit republicà, per la qual cosa fou una de les poblacions catalanes que més va patir els atacs de l'aviació feixista. Entre l'abril de 1937 i el gener de 1939, Reus va patir 67 bombardeigs, majoritàriament perpetrats per l'aviació italiana al servei del general Franco, que van deixar almenys 214 morts, incomptables ferits i un miler d'edificis destruïts o malmesos. Per protegir-se de les bombes, els ciutadans van excavar uns 110 refugis antiaeris públics i particulars a l'interior de la ciutat, i molts altres al terme. Un dels més extensos va ser el de la Patacada, amb 500 metres de galeries i capacitat per a 1.200 persones. Iniciat el 1937, va funcionar fins al 15 de gener de 1939, dia que les tropes rebels van ocupar Reus i moment que va marcar el començament de la dura repressió contra els vençuts i la llarga dictadura franquista.

## Rodalia
Ben a prop de Reus podeu visitar altres espais de memòria, com l'itinerari dels Espais de la Guerra Civil a Cambrils o l'Itinerari pels Espais de Memòria de Tarragona. També, concertant visita prèvia, es pot visitar l'antic hangar dels russos, construït a l'aeròdrom de Reus l'any 1937. Aquesta antiga infraestructura militar es va traslladar des dels terrenys de l'actual aeroport de Reus als del Reial Aeroclub de Reus, on s'ubiquen part de les instal·lacions. També al Camp de Tarragona podeu iniciar la Ruta del Front, un dels itineraris de Memòria Democràtica pel Penedès, que transcorre entre el Baix i l'Alt Penedès i el Garraf. Així mateix, al municipi de Valls podeu visitar, concertant visita prèviament, el refugi antiaeri de la plaça del Blat. A la mateixa ciutat de Reus trobareu, a més, una variada i interessant oferta cultural i patrimonial, en la qual destaquen els edificis modernistes, l'entorn natural, la història i les manifestacions culturals.